# Marcel·lí Antúnez Roca
Marcel·lí Antúnez Roca   (Moià, 13 de desembre de 1959) és un dels artistes catalans més reconeguts en l'ús de les tecnologies digitals en l'àmbit de la performance mecatrònica i la instal·lació.

## Trajectòria artística

### La Fura dels Baus (1979-1989)
Marcel·lí Antúnez va ser cofundador, juntament amb Carles Padrissa, Pere Tantinyà, Quico Palomar i Teresa Puig, del col·lectiu La Fura dels Baus. En formà part des de 1979 fins a 1989 com a performer, músic i coordinador artístic en les tres primeres performances del grup. Aquestes obres van ser la trilogia Accions (1984), Suz /o /Suz (1985) i Tier Mon (1988), performances impactants de caràcter ritual que trenquen la distància entre l'espai escènic i el de l'espectador, i on música i acció queden fusionades.

### Los Rinos (1985-1992)
Amb Sergi Caballero i Pau Nubiola va fundar el col·lectiu Los Rinos, els primers objectius dels quals giraven entorn del graffiti. Més endavant la seva activitat es va estendre a altres formats, des de l'acció pictòrica fins a la vídeo performance, el concert i la instal·lació mural. Com a exemple d'aquesta última es pot esmentar Rinodigestió (1987), un sistema de caixes de fusta i vidre connectades entre si que contenien matèria orgànica en descomposició.

### Trajectòria en solitari (1990- actualitat)
Des de 1992 Marcel·lí Antúnez ha desenvolupat, en solitari, tota una sèrie d'obres en diferents formats. Hom hi aprecia l'interès de l'artista per la biologia, la tecnologia, la societat, la cultura. Tot emprant el dibuix i la pintura com a base de la seva obra per a la plasmació d'idees –ell mateix ho explica en diverses publicacions i al documental El Dibuixant- ha emprat tècniques tan diverses com l'escultura interactiva –de materials orgànics i artificials-, el cultiu de microorganismes i, sobretot, la fusió de la posada en escena –performance- amb la interactivitat i elements pròpiament cinematogràfics com l'animació i la projecció múltiple de pantalles i sistemes de so.

## Obres

### Performances mecatròniques i cinema expandit
- 1994 — Epizoo: Performance mecatrònica interactiva presentada per primera vegada el 1994. Un robot corporal en forma d'exoesquelet pneumàtic permet a l'espectador controlar el cos del performer. L'exoesquelet robòtic d'Epizoo se sosté al cos mitjançant dos motllos metàl·lics, cinturó i casc, on estan acoblats els mecanismes pneumàtics. Aquests poden moure el nas, les natges, els pectorals, la boca i les orelles de Marcel·lí Antúnez Roca, que figura dret sobre una plataforma circular giratòria.[1]
- 1998 —Afàsia: Performance mecatrònica interactiva. Mite narrat per un actuant amb Dreskeleton, quatre robots sonors, imatge i so interactius. Afàsia, terme que refereix una alteració del llenguatge parlat o escrit produïda per una

lesió cerebral, és el títol d'aquesta singular adaptació de l'Odissea d'Homer. L'argument d'aquest mite està interpretat amb imatges i sons que Marcel·lí controla mitjançant el seu Dreskeleton. Es tracta d'una narració discontinua i xocant. El vers original està substituït per un ampli dispositiu interactiu que situa a l'espectador, davant
d'una psicodèlica illa dels lotòfags, la Circe en clau de dibuixos animats o les sirenes consumant un ritu orgiàstic.
L'acció escènica transcorre en un espai de base rectangular truncat per una gran pantalla de retroprojecció. La primera línia de l'escena està ocupada per quatre robots inspirats en una guitarra, un timbal, un grup de gralles i un violí. Marcel·lí Antúnez Roca, únic actuant, va vestit amb una interfície corporal exoesquelètica de metall (Dreskeleton) que s'ajusta al seu cos. Aquesta ortopèdia permet que els moviments del seu cos es tradueixin, en temps real, en ordres pels robots, música i imatges a les pantalles. Aquesta performance ha rebut el premi Best New Media de Montreal el 1999, el premi Aplaudiment Arts Parateatrals FAD de Barcelona a 2000, Premi Max a les arts escèniques teatre alternatiu d'Espanya 2001. Afasia ha estat representada a diferents ciutats d'Espanya, Noruega, Itàlia, Suècia, França, Canadà, Portugal, Holanda, Alemanya, Grècia, Dinamarca, Rússia, Suïssa i Corea.
- 2002 — POL''
- 2003 — Transpermia
- 2006 — Protomembrana: Protomembrana és una lliçó mecatrònica, en format performance, per un Dreskeleton, un entorn audiovisual interactiu i diverses interfícies dinàmiques. Protomembrana és també una lliçó teòrica sobre la Sistematurgia, la dramatúrgia dels sistemes computacionals, que serveix per teixir, a manera de novel·la llatina, una narració farcida de faules. La performance utilitza, a més de la narració verbal, l'animació gràfica, la música i la il·luminació. Tots aquests elements escènics són tractats com a elements interactius. Formalment, l'acció es desenvolupa en una gran pantalla, davant la qual se situa Marcel·lí vestit amb un Dreskeleton, al costat d'una taula de control amb diversos ordinadors. La narració s'estructura en quatre capítols: Introducció o l'Historia de Martí, les Interfícies o Història del gest, la Computació o Llúcia i el gat, i El Medium o les Cinc membranes.
- 2007 — Hipermembrana: Hipermembrana és una performance mecatrònica on intervenen tres actuants, una màquina de crits, un Dreskeleton i diversos sensors. La presentació té lloc en un espai escènic amb una gran pantalla al fons i delimitat als extrems frontals per dues pantalles petites.

El desenvolupament creatiu va tenir lloc a les poblacions de Ladines, Celrà, Torí i Barcelona. La màquina de crits és un instrument musical consistent en un dispositiu de projecció que mostra els rostres de tres personatges, a escala 1:1, emetent onomatopeies. Hipermembrana intenta aprofundir en la naturalesa del mite, per la qual cosa combina diferents elements, com la topografia de l'Infern de Dante, el mite del Minotaure i la forma de la cèl·lula eucariota. Aquests elements s'articulen superposant arguments gràfics i literaris en una narrativa rica i sorprenent. L'elecció del mite del Minotaure com a figura central d'aquesta performance ofereix metàfores interessants, per exemple la del conflicte entre la racionalitat i
l'animalitat de l'ésser humà.
- 2010 — Pseudo: Performance interactiva que compta amb l'acció dels espectadors, diverses pantalles, un Onomatopeion, un cap robotitzat i un actuant vestit amb un Dreskeleton. El Dreskeleton és una interfície corporal de naturalesa exoesquelètica que vesteix Marcel·lí. Les arrels de la proposta escènica “Pseudo” s'enfonsen en “Cotrone”, un muntatge que Antúnez va crear el 2010 i que inventava un quart acte inexistent de “Els gegants de la muntanya”, l'últim i inacabat drama de Luigi Pirandello. Ara, als relats que formaven part d'aquell acte final imaginari s'hi afegeixen les històries d'un Acte zero. I totes aquestes escenes es descomponen i s'entrellacen de formes diverses per originar noves narracions en un calidoscopi teatral forjat amb l'ajuda de les darreres tecnologies.[1]

### Instal·lacions
- 1992 — Joan, l'home de carn
- 1993 — La vida sin amor no tiene sentido
- 1999 — Agar
- 1999 — Alfabet: La instal·lació Alfabeto està formada per una columna octogonal de fusta amb sensors tàctils, una tarima, un sistema d'àudio i un sistema informàtic. Quan l'usuari toca o abraça el cilindre aquest emet veus. Són onomatopeies corresponents a quatre estats emotius: l'angoixa, el plaer, l'alegria i el dolor. Un sensor situat a la columna permet escollir l'estat emotiu. Alfabeto es va presentar per primera vegada com a part de l'exposició Epifanía a la Fundación Telefónica de Madrid.
- 1999 — Rèquiem
- 2001 — Human Machine
- 2004 — Metzina
- 2004 — Tàntal
- 2007 — DMD Europa:El Dibuix Mural Dinàmic (DMD) consisteix en la projecció d'una animació stop motion, a escala 1/1, que resumeix una setmana de treball dibuixant un mural compost de cinc estampes on estan representats alguns dels motius recurrents de l'artista: l'element biològic, la malaltia, la burocràcia, la solitud i allò orgiàstic. Finalment, en un seguit d'accions, el cos de l'artista esdevé pinzell. Un sistema interactiu, amb sensors a terra, permet que l'espectador triï un dels

tres vídeos que avancen en paral·lel. L'espectador pot desenvolupar el dibuix al seu gust. Saltar de forma continuada ofereix premi.
- 2009 — Metamembrana:[2] Projecció amb una única imatge de 12 metres. Al davant hi ha quatre interfícies: una capturadora de rostres en forma de caseta, una catifa que oculta quatre sensors on/off, un micròfon i una fembrana (figura antropomòrfica amb nas joystick, pit on/off i una mà amb un sensor de posició on/off.) La instal·lació té la voluntat de crear elements d'identificació amb l'espectador. Bona part dels continguts de Metamembrana s'han produït amb la interacció d'usuaris a diverses ciutats. Les interfícies permeten que els usuaris naveguin per un hipertext format de set microrelats interactius. S'hi accedeix des d'un paisatge panoràmic que funciona com a índex de l'obra. Aquests films reinterpreten certes tradicions, com la batalla èpica de Blancs i Blaus de Granollers o el triomf de la mort de la Colla de Diables de Reus. El paisatge d'accés permet endinsar-se en altres interactius, com el guinyol o l'instrument/fembrana. El crit de l'usuari dins de l'oval a la caseta activa la capturadora de rostres, que és digitalitzat de manera immediata i es converteix en la cara del personatge que apareix a la pantalla. L'instrument/fembrana està concebut, en aquesta ocasió, com un instrument musical. Metamembrana va ser produïda per l'Anella Cultural, el CCCB, la fundació I2CAT i les ciutats d'Olot, Reus, Granollers, Lleida i Barcelona.
- 2010 - Conde: Un sistema de realitat augmentada permet a l'usuari descobrir les realitats ocultes

de vuit cartes postals. És la història de la relació epistolar de Conde amb Cotrone, dos personatges de la performance PSEUDO. L'usuari pot activar les animacions mostrant la imatge de la postal a la càmera i girant-la. Aquesta instal·lació està associada a la performance PSEUDO (2012) i en estat de repòs mostra un vídeo de la presentació pública d'aquesta acció al Festival Grec 2012 de Barcelona.

### Films
- 1993 — Retrats
- 1993 — Frontón. El hombre navarro va a la Luna
- 2000 — Satèl·lits Obscens
- 2005 — El Dibuixant[3][4]

### Neologismes
Marcel·lí Antúnez ha encunyat tota una sèrie de neologismes relatius a les seves creacions. Alguns d'aquests mots són els següents:
- Dreskeleton: component escènic actiu connectat a un ordinador i a un software original creat per l'artista amb el propòsit de controlar les dinàmiques i interaccions entre els diferents elements d'escena.[5]
- Sistematúrgia: dramatúrgia dels sistemes computacionals.[6]
- Fembrana: vestit amb sensors de rang, posició i tacte embotits dins d'unes pròtesis grotesques de làtex.[7]

## Exposicions destacades
- 1999 — Epifania[8]
- 2007 — Interattività furiosa
- 2007 — 43 somni de la raó
- 2008 — Outras peles
- 2008 — Hibridum Bestiarium
- 2009 — Salón de Juegos
- 2014 — Sistematúrgia (Arts Santa Mònica)[9]

## Premis
- Primer premi al Festival Étrange (París, 1994), per Frontón
- Best New Media en Nouveau Cinéma et Nouveaux Médias (Montreal, 1999), per Afàsia
- Premi Max al Teatro Alternativo (Espanya, 2001), per Afàsia
- Premi FAD (Barcelona, 2001), per Afàsia
- Menció d'Honor al Prix Ars Electronica (2003), per POL
- Premi Ciutat de Barcelona en l'apartat multimèdia (2004), per Mondo Antúnez
- Premi Ciutat de Barcelona d'arts visuals (2015)[10]